# Boguslavka
Boguslavka (rusky Богуславка) je železný meteorit, který se skládá ze dvou částí o celkové hmotnosti 257 kg. Dopadl 18. října 1916 na území Přímořského kraje v Rusku. Na povrchu jsou výrazné prohlubně tzv. regmaglipty.